# Tikun Olam
Tikun Olam (hebräisch תיקון עולם ‚Reparatur der Welt‘), häufig auch Tikkun Olam oder Tiqqun Olam, ist ein ursprünglich in der frühen Periode des rabbinischen Judentums entstandenes ethisches Prinzip. Der Ausdruck findet sich zuerst um 200 in der Phrase מִפְּנֵי תִקּוּן הָעוֹלָם mip'nei tikkun ha-olam im Zusammenhang der Bestimmungen hinsichtlich des Umgangs mit  Scheidebriefen (Mischna Gittin 4:2–9), nach Lazarus Goldschmidt: ‚wegen des allgemeinen Wohles‘, wörtlich: ‚um der Ordnung der Welt willen‘; nach Marcus Jastrow: establishment, institution; amendment, making right. […] for the sake of the social order. um der sozialen Ordnung willen. Später wurde es in der Kabbala aufgegriffen, erhielt während des Mittelalters neue Bedeutungen und erfuhr weitere Bedeutungsbeilegungen in modernen Strömungen des Judentums.
In der jüdischen Liturgie erscheint der Ausdruck letakken Olam („Weltverbesserung“) im täglichen Schlussgebet Alenu als Ausdruck der messianischen Hoffnung.
Eine spezielle Bedeutung hat das Wort tikun in den Lehren der Kabbala. Auslöschung des Makels, Wiederherstellung der Harmonie, war der von den kabbalistischen Nachfolgern des Zohar dem Wort zugeordnete Sinn. Gemeint waren damit jene religiösen Taten Israels, die helfen würden, eine Trennung Gottes von der Schechina zu überwinden. Im Rahmen der Lehren Isaak Lurias standen die tikun für Handlungen, die die göttlichen Mächte von den Folgen jener Urkatastrophe erlösen, die das „Zerbrechen der Gefäße“ genannt wird.

## Zeitgenössische Verwendung
Ähnlich wie die Adaption des jiddischen Widerstandsliedes Mir velen zei iberleben (oder: Mir veln zey iberlebn, „Wir werden sie überleben“), wird Tikun Olam in der feministischen und queer-aktivistischen Szene der Vereinigten Staaten von Amerika aufgegriffen.
Sam Altman und Jeffrey Sachs geben an, sich am Tikun Olam zu orientieren.